# Heinzenturm

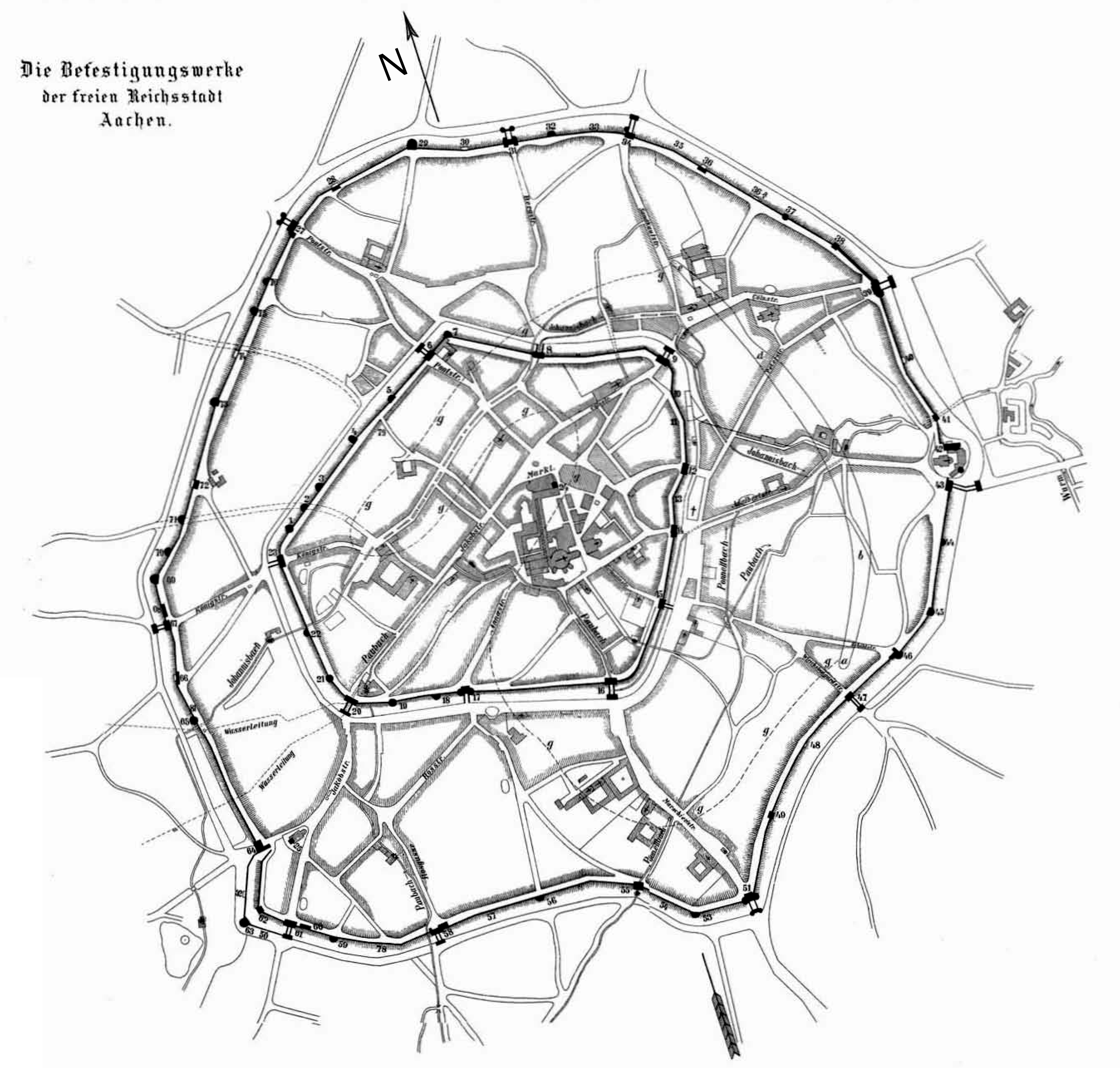
Overzicht van de vestingwerken in Aken. Nummer 37 is de Heinzenturm.

De Heinzenturm (ook Hinzenturm of Hennessenthurm genoemd) was een weertoren en maakte deel uit van de tussen 1257 en 1357 gebouwde buitenste stadsmuren van de Duitse stad Aken. De waltoren bestaat niet meer.

## Locatie
In de buitenste ringmuur stond de Heinzenturm in het noordoosten tussen de Sandkaultor (in het noordwesten) en de Kölntor (in het zuidoosten). Ze lag op 200 meter van de Kölntor in het midden van de huidige Monheimsallee ter hoogte van de Mariahilfstraße. Tussen de Heinzenturm en de Sandkaultor bevond zich een van de wachthuizen van de Akense stadsmuren: Wachthaus Schaafjanshäuschen. Tussen de Heinzenturm en de Kölntor bevond zich de weertoren Schänzchen.

## Geschiedenis
De bouwdatum van de Heinzenturm werd niet overgeleverd, maar werd vermoedelijk opgetrokken in de 13e of 14e eeuw aangezien in de periode van 1257 tot 1357 de buitenste stadsmuur gebouwd werd.
Vanwege de steeds moderner wordende wapens was de muurdikte van het gebouw niet meer toereikend en werd er in de 17e eeuw besloten om de wanddikte te vergroten. Hiertoe werden delen van de toren afgebroken en het materiaal voor de verdikking van de wanden gebruikt. Kanonskogels zouden daardoor tegengehouden worden. Gelijktijdig diende dit als doel om eigen geschut op het dak te kunnen positioneren om van daar uit de vijand te beschieten.
De Heinzenturm werd in 1881 afgebroken.

## Beschrijving
De toren had drie verdiepingen die verbonden waren door een wenteltrap. De bovenste twee verdiepingen hadden een open haard en een kast.
Het gebouw werd als ronde toren met windvaan opgetrokken. De ruimten hadden een koepelgewelf. De bovenste verdieping schietluiken had, hadden de twee onderste verdiepingen schietgaten.

## Sage van de toren
De toren zou een valdeur gehad hebben, die het de kobolden en kabouters mogelijk maakte in een holensysteem te komen. Ze gebruikten deze toen ze uit het Kasteel Eyneburg verdreven waren. In de nacht kwamen de kobolden en kabouters en speelden met onordelijke burgers van de stad en haalden streken uit met dronken soldaten. Na de sloop van de toren verdwenen de kobolden en kabouters uit Aken.